# ケンブル
ケンブル (ChEMBL) またはケンブルディービー (ChEMBLdb) は、医薬品および医薬品候補化合物などの生物活性低分子のオープンデータのデータベース。
イギリスのヒンクストンのウェルカム・トラストゲノムキャンパスにある欧州バイオインフォマティクス研究所により、管理運営されている。前身はスターライト（StARlite）として知られており、ガラパゴスNV社によって開発されていたが、2008年にウェルカム・トラスト財団のファンドにより、欧州分子生物学研究所の下部組織である欧州バイオインフォマティクス研究所のケンブルチームに移った。2010年10月にリリースされたケンブルバージョン8には、60万6590個の化合物、8088個の標的タンパク質、および297万件の生物活性情報が収録されている。